# 白いパラソル
「白いパラソル」（しろいパラソル）は、1981年7月21日にCBS・ソニーからリリースされた松田聖子6枚目のシングル。規格品番：07SH 1026（レコード）。2004年には紙ジャケット仕様の完全生産限定盤12cmCD（規格品番：SRCL 5680）として再びリリースされている。

## 背景
前5作の作詞を担当した三浦徳子に代わり、本作では松本隆が担当した。松本はこれまでにアルバム『Silhouette』収録曲「白い貝のブローチ」の作詞を担当していたが、シングル表題曲での採用は本作が初めてである。作曲は前作に続き財津和夫が担当した。
歌詞の中の「風を切る"ディンギー"でさらってもいいのよ」について、松本は後年「よく考えたら、(ディンギーが)一人乗りのヨットだったら、さらっても一緒に乗れないんだよなあ。でも詞なんだから、そういう細かいことを考えていたら書けなくなってしまう」と述懐している。また、聖子もディンギーとは何であるかを知らず、松本に確認したのは発売から1年後のことだった。
なおディンギーは同じく松本が作詞した大瀧詠一の「君は天然色」にも登場している。さらに松本はタイトルの「白いパラソル」についても大瀧のアルバム『A LONG VACATION』のジャケットに描かれた白いパラソルからインスピレーションを得たことを発言しており、『A LONG VACATION』の影響を強く受けた作品と言える。
それまでのアイドル歌謡と比べてスローテンポだったので、聖子は最初にデモテープを聞いた時、アルバム収録曲だと勘違いしていた。さらにレコーディングは『野菊の墓』撮影と重なったため難航し、スタッフ間で「カラオケ版で発売する」という冗談が半ば本気で語られていたという。また、本曲の編曲はなかなかプロデューサーが納得する出来にならず、苦労した経緯がある。その為か、ベースラインが印象的なデモバージョンと思しきアレンジも出回っており、動画サイトなどで散見される。
TBS系『ザ・ベストテン』の番組史上初となる初登場での1位を獲得した。そのお祝い企画として大阪・エキスポランドから中継出演し、トリで本曲を歌唱した直後、追っかけマンの青木和雄アナウンサーと共にアトラクション「スペースザラマンダー」に乗車した。

## 収録曲
全作詞：松本隆／作曲：財津和夫
1. 白いパラソル（3:30）
編曲：大村雅朗
2. 花一色 〜野菊のささやき〜（4:19）
編曲：瀬尾一三
  - 東映映画『野菊の墓』主題歌。
  - 同作で松田は映画デビューしている。

## 関連作品
- 白いパラソル
  - 風立ちぬ
  - 聖子・fragrance
  - Seiko・index
  - Seiko・plaza
  - Seiko Box
  - Seiko Monument
  - Bible
  - Complete Bible
  - Seiko Matsuda 1980-1995
  - SEIKO SUITE
  - Best of Best 27
  - Premium Diamond Bible
  - Diamond Bible
  - SEIKO STORY〜80's HITS COLLECTION〜
  - Seiko Matsuda Hit Collection Vol.1
  - We Love SEIKO -35th Anniversary 松田聖子究極オールタイムベスト50Songs-
  - Seiko Matsuda Sweet Days
  - SEIKO MEMORIES 〜Masaaki Omura Works〜
- 花一色 〜野菊のささやき　
  - 聖子・fragrance
  - Seiko・Avenue
  - Complete Bible
  - Seiko Matsuda 1980-1995
  - SEIKO SUITE
  - Another Side of Seiko 27
  - Touch Me, Seiko II
  - Seiko Matsuda Sweet Days

## カバー
白いパラソル
- 財津和夫 - アルバム『Z氏の悪い趣味』（1987年）収録。セルフカバー。英語詞。
- 二階堂和美 - アルバム『ニカセトラ』（2008年）収録
- 斉藤和義 - アルバム『風街であひませう』（2015年）収録
- 奇妙礼太郎  - サントリーオールフリーのCM（2015年放映）中で本人が出演し歌唱。
- 鈴木杏奈  - テレビ東京系『THEカラオケ★バトル BEST ALBUM』（2016年12月21日発売。PCCA-04463）
- 宮本浩次 - アルバム『ROMANCE』（2020年）収録
- 麻倉もも - アルバム『VOICE〜声優たちが歌う松田聖子ソング〜 Female Edition』（2020年12月9日）に収録